# 4699 Sootan
A 4699 Sootan (ideiglenes jelöléssel 1986 VE) a Naprendszer kisbolygóövében található aszteroida. Robert H. McNaught fedezte fel 1986. november 4-én.